# مشعة (جنس)
المُشِعَّة هي جنس من الخشبيات والنباتات منفصلة الجنس، بخلاف بعض الاستثناءات، وأصلها يعود إلى شرق آسيا ذات المناخ المعتدل، وتوجد في معظم أنحاء الصين وتايوان وكوريا واليابان، وتمتد شمالاً حتى جنوب شرق سيبيريا وجنوبًا بداخل الهند الصينية. ويتضمن الجنس شجيرة الزباب التي تنمو لطول يصل إلى 6 أمتار، ونباتات متسلقة نشيطة وقوية النمو يصل طولها إلى 30 مترًا من ستائر الشجر.
وتكون الأوراق متبدلة وبسيطة، مع وجود هامش مسن وذات سويقة طويلة. وتكون الأزهار منفصلة أو في سنمة إبطية، عادة ما تكون بيضاء، بها خمس بتلات صغيرة. ويكون معظم النوع منفصل الجنس بنباتات ذكور وإناث منفصلة، ولكن بعضها أحادي المسكن. وتكون الفاكهة حبة كبيرة تحتوي على عدة بذور صغيرة؛ وتكون الفاكهة في معظم الأنواع قابلة للأكل. وعلى وجه التخصيص يُعرف هذا الجنس كنوع كيوي، ويخرج من شجرة فاكهة الكيوي، وكنوع اكتينيديا كولوميتا القوي في الحدائق

## الاستخدامات
فاكهة صالحة للأكل، انظر كيوي (فاكهة)، والتي هي من مجموعة الأصناف المستنبتة لـ كيوي وكيوي هاردي من نوع Actinidia arguta. ويتم زراعة بعض الأنواع نباتات زينة، أكثرهم ملاحظة A. kolomikta.
وللنوع Actinidia arguta فاكهة صغيرة وزنها حوالي 10-15 جرام، لها قشرة بيضاء ولب أخضر صالحان للأكل؛ أكثر صلابة من A. deliciosa.
وفي اليابان، تلاحظ اكتينيديا بوليغاما (الكرمة الفضية) لتأثيرها على القطط الذي يشابه إلى حد كبير تأثير حشيشة الهر. وقد تم ذكرها في مقولة 猫にまたたび、女郎に小判 neko ni matatabi, jorō ni koban، "الكرمة الفضية لقطة، تساوي عملة لعاهرة")، بمعنى وضع شخص في حالة مزاجية جيدة بتوفير أكثر شيء يبتغونه.
كيوي مرقش الأوراق هي أكثر الأنواع صلابة (حتى حوالي -40°مئوية)، ولها أوراق مميزة مرقشة بالأبيض والبمبي حتى على النباتات البرية، وهي ظاهرة غير عادية. وفاكهتها غاية في الصغر، 8 جرامات أو أقل.

## وصلات خارجية
- Images : Actinidia kolomikta (Maxim. et Rupr.) Maxim. - Flavon's Secret Flower Garden